# Didesmococcus unifasciatus
Didesmococcus unifasciatus är en insektsart som först beskrevs av Archangelskaya 1923.  Didesmococcus unifasciatus ingår i släktet Didesmococcus och familjen skålsköldlöss. Inga underarter finns listade i Catalogue of Life.